# Тшебелино (гмина)
Тшебелино (пол. Trzebielino) — сельская гмина (волость) в Польше, входит как административная единица в Бытувский повет, Поморское воеводство. Население — 3710 человек (на 2004 год).

## Демография
| Перепись                       | Всего   | Всего | Женщины | Женщины | Мужчины | Мужчины |
| ------------------------------ | ------- | ----- | ------- | ------- | ------- | ------- |
| Единицы                        | человек | %     | человек | %       | человек | %       |
| Население                      | 3710    | 100   | 1855    | 50      | 1855    | 50      |
| Плотность населения (чел./км²) | 16,5    | 16,5  | 8,2     | 8,2     | 8,2     | 8,2     |

## Соседние гмины
1. Гмина Дембница-Кашубска
2. Гмина Кемпице
3. Гмина Кобыльница
4. Гмина Колчигловы
5. Гмина Мястко